# Tissy Bruns
Christiane „Tissy“ Bruns (* 1. Januar 1951 in Zeitz; † 20. Februar 2013) war eine deutsche Journalistin. Von 1999 bis 2003 war sie Vorsitzende des Vereins Bundespressekonferenz.

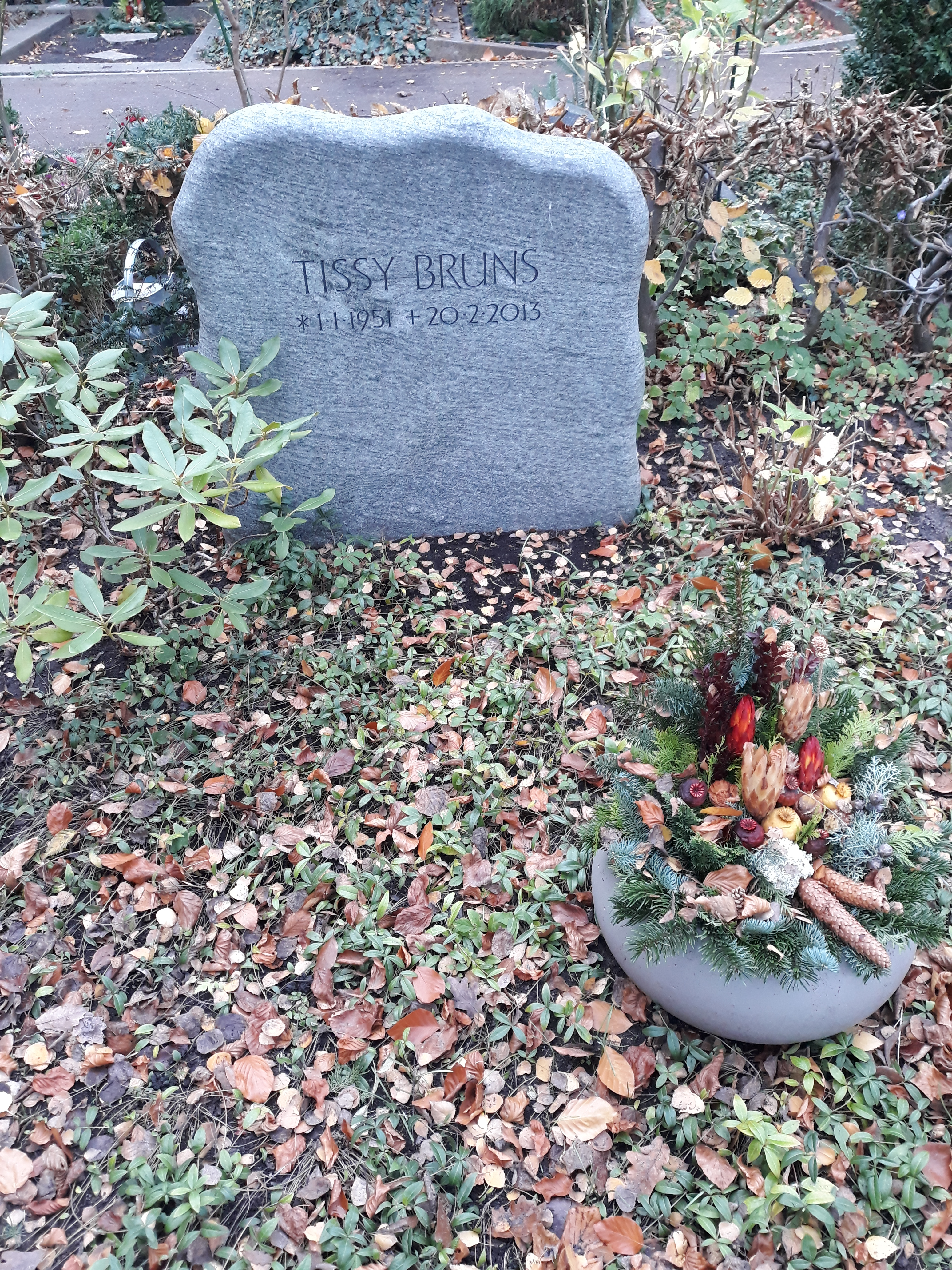
Das Grab von Tissy Bruns auf dem Friedhof Schöneberg III in Berlin-Friedenau.

## Leben
Im Alter von 6 Jahren übersiedelte sie mit ihrer Familie aus der DDR in die Bundesrepublik Deutschland.
Sie absolvierte ein Lehramtsstudium für Volks- und Realschulen mit den Fächern Geschichte und Mathematik und gehörte während ihres Studiums in den 1970er-Jahren der Führung des Marxistischen Studentenbunds Spartakus (MSB) an. Von 1975 bis 1977 war sie Referentin beim Vorstand der Vereinigten Deutschen Studentenschaften (VDS); nach Absolvierung ihres Referendariats gehörte sie ab 1979 als erste Frau dem VDS-Vorstand an. Nach ihrem Ausscheiden dort war sie ab 1981 Mitarbeiterin beim Parteivorstand der DKP und Mitglied im Marxistischen Studentenbund Spartakus. 1989 trat sie aus der Partei aus. Vom Kommunismus und der DKP hatte sie sich seit dieser Zeit deutlich distanziert.
Seit 1984 arbeitete sie als Journalistin, zuerst bei der Deutschen Volkszeitung. Von 1991 bis zum Umzug des Parlaments nach Berlin im Sommer 1999 war sie Parlamentskorrespondentin in Bonn, schrieb zunächst für die tageszeitung, später für den Stern und die Wochenpost.
Ab 1997 war sie Korrespondentin für den Berliner Tagesspiegel. Von April 2001 bis April 2003 leitete sie das Berliner Korrespondentenbüro der Tageszeitung Die Welt, wechselte danach wieder zum Tagesspiegel.
Ein ausführliches Interview von ihr mit Franz Müntefering wurde in dessen 2008 erschienenem Buch Macht Politik! abgedruckt.
Tissy Bruns war verheiratet und hatte einen Sohn. Sie lebte seit 1999 in Berlin und starb 2013 an Krebs.

## Veröffentlichungen
- Tissy Bruns: Republik der Wichtigtuer. Ein Bericht aus Berlin. Herder, Freiburg im Breisgau 2007, ISBN 978-3-451-28715-2.